# محوطه کهنه کلاندرق
محوطه کهنه کلاندرق مربوط به اوایل هزاره اول - دوران‌های تاریخی پس از اسلام است و در شهرستان نمین، بخش مرکزی، روستای کلاندرق علیا واقع شده و این اثر در تاریخ ۲۴ تیر ۱۳۸۲ با شمارهٔ ثبت ۹۱۵۲ به‌عنوان یکی از آثار ملی ایران به ثبت رسیده است.